# Kovik

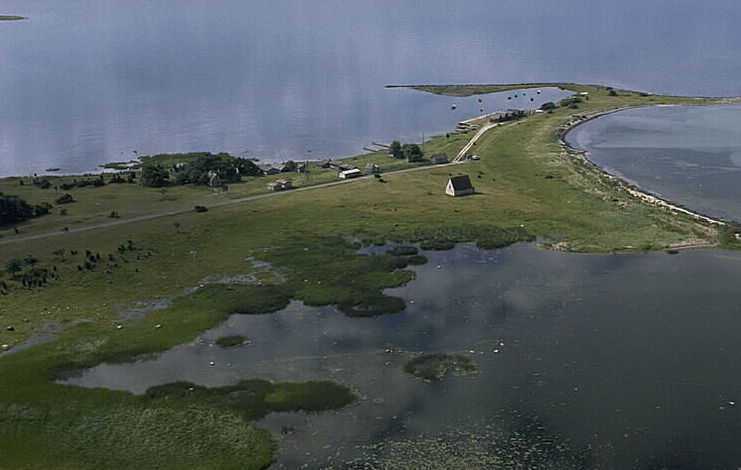
Kovik

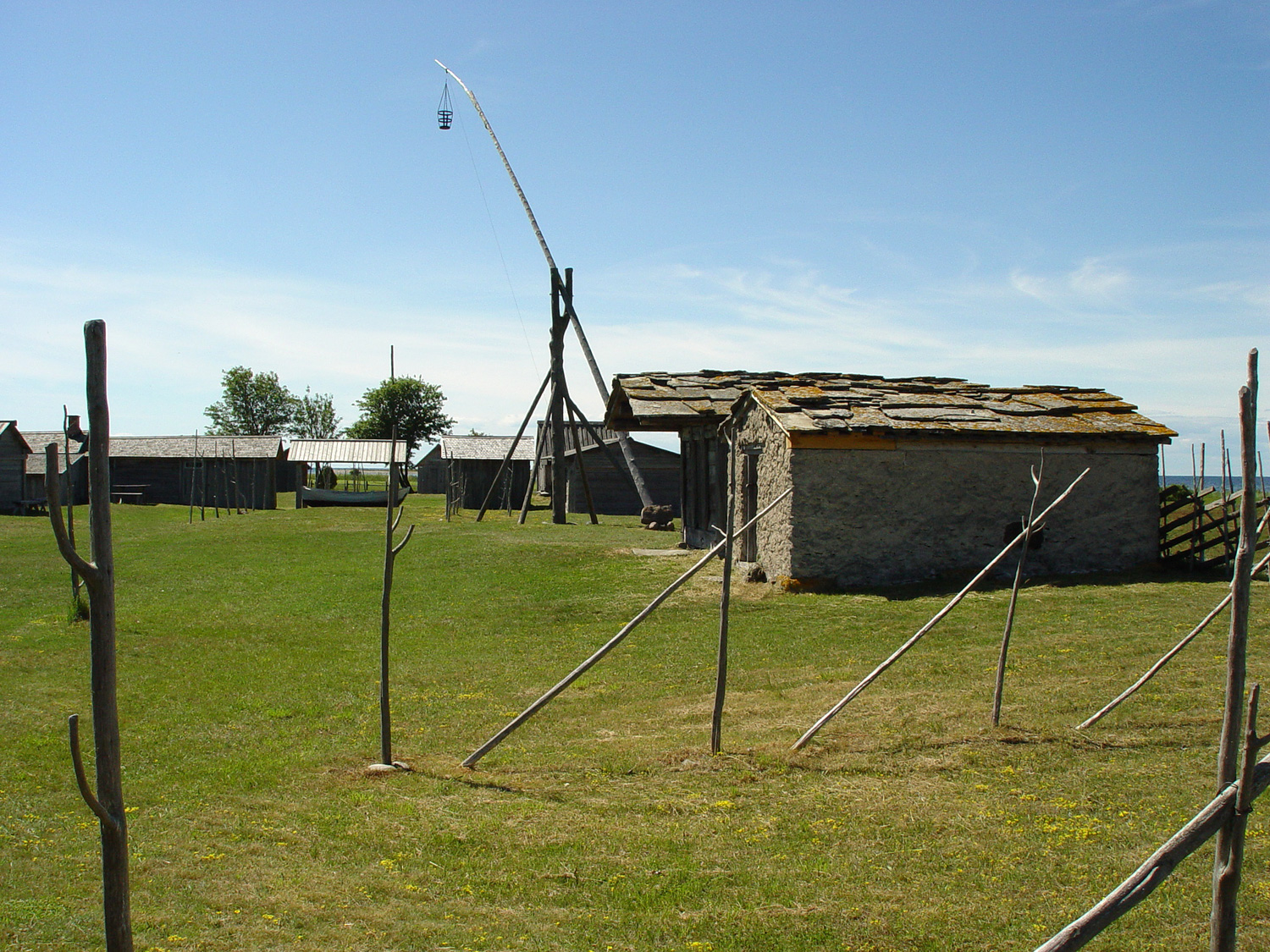
Museum Kovik

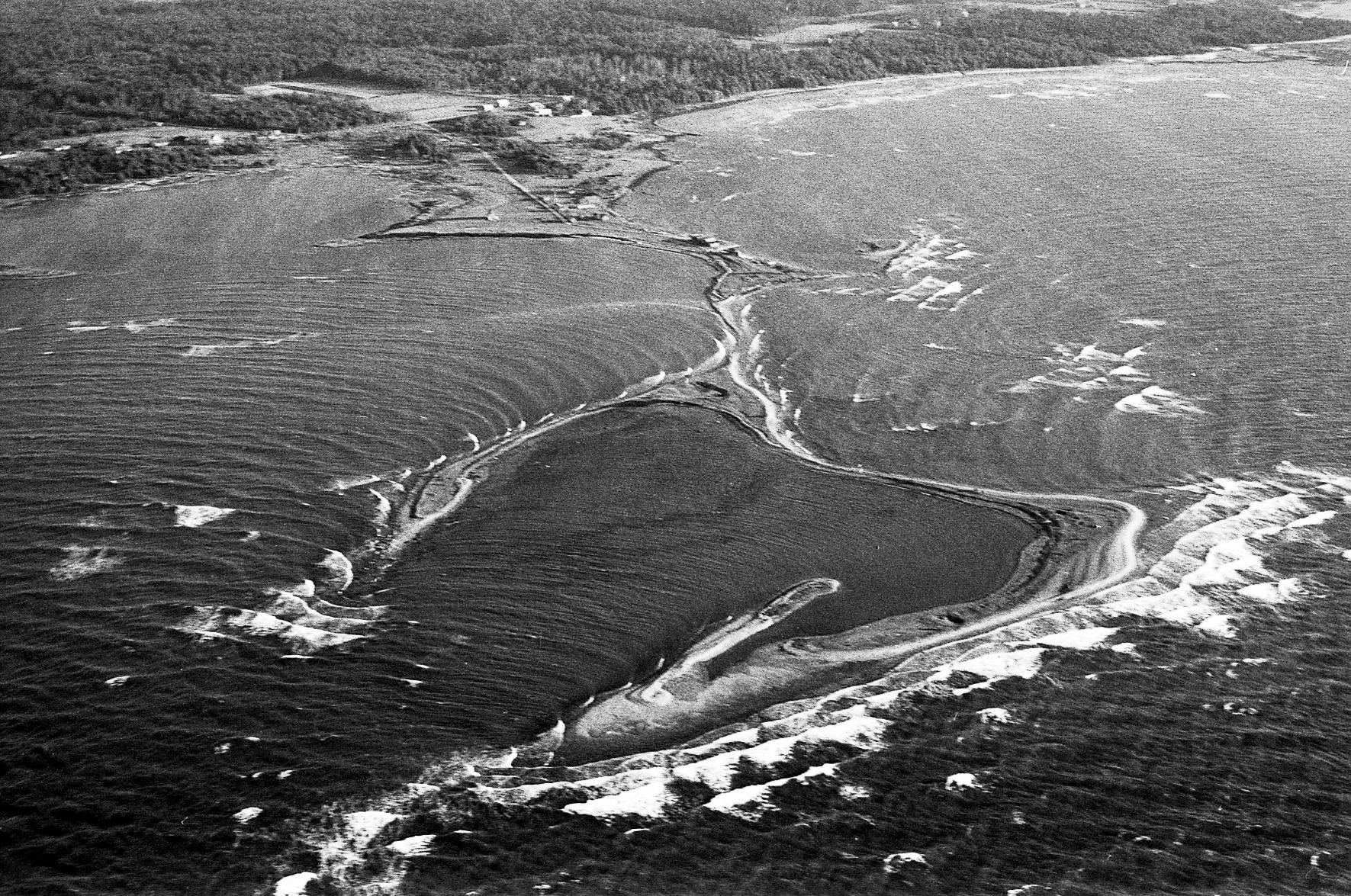
Kovik 1974

Kovik ist eine der bekanntesten Fischerstellen (schwedisch: Gotländska fiskelägen) auf der schwedischen Insel Gotland in der Provinz Gotlands län und der historischen Provinz Gotland. 

## Geografische Lage
Kovik liegt an der Westküste Gotlands 3,5 km nordwestlich von Klintehamn und 27 km südlich von Visby auf einer schmalen Sandbank mit Buchten an jeder Seite.

## Geschichte
Frühzeitliche Slips an der nahen Landstraße, sowie Gräberfelder deuten darauf hin, dass es die Fischerstelle bereits während der Wikingerzeit (800–1050 n. Chr.) gab. Als sie verlandete, zog man weiter hinaus auf die Landzunge. Die jüngste Fischerstelle auf ihr stammt aus den 1930er Jahren.
1965 wurde eine Strandkapelle errichtet zum Gedenken an jene, die im Kampf ums Dasein ertranken. Es ist ein einfaches Bauwerk aus Stein und Holz, denen ähnlich, die an den größeren Fischerstellen Gnisvärd und Hallshuk anzutreffen sind.

## Fischereimuseum
Kovik ist auch wegen seines Fischereimuseums bekannt. Es ist das Werk des Künstlers Erik Olsson, aus Sanda, des Landwirtes Edvin Olsson, aus Norrgärda und des Fischers Helmer Larsson. Die hier gezeigten Objekte belegen Fischereikultur aus der Zeit vor der Motorisierung. 20 Buden aus verschiedenen Teilen der Insel, 14 Boote und über 700 sonstige Exponate. Zu den Raritäten zählt die „Fluntingebude“ aus Grötlingbo, ein Bohlenhaus mit Schieferdach. Das weit vorspringende Dach und die niedrige Tür im Giebel verleihen dem Gebäude seinen altertümlichen Charakter. An den verschiedenen Fischerbuden weisen Leuchtstangen oder -feuer auch im Dunkeln den Weg zur Fischerstelle. Hier steht die Rekonstruktion eines steinernen Leuchtturms älteren Typs, in dem das Feuer auf offenen Steinplatten unterhalten wurde. Neben der Fischerstelle liegen rekonstruierte Slips, die zeigen, wie die Boote früher an Land gezogen wurden. Innerhalb des Geländes befinden sich auch „Netzgärten“, in denen die Fischer Netze trockneten.